# الفكاهي المرعب (فلم)
كوميديا الرعب (بالإنجليزية: The Comedy of Terrors) هو فيلم كوميدي أميركي من إخراج جاكويس تورنير وتمثيل فينسنت برايس وبيتر لور وباسل راثبون وبوريس كارلوف وجو إي براون في ظهوره السينيمائي الأخير. وتدور أحداثه في قالب الفكاهة والرعب الذي يضم العديد من أعضاء فريق عمل من حكايات الرعب، التي قام بها في العام السابق.

## القصة
في بلدة نيو جويلاد في نيو إنجلاند في أواخر القرن التاسع عشر، يقوم سكير عديم الضمير اسمه والدو ترامبل (قام بالدور فينسنت برايس) بعمله في إدارة مراسم الجنائز والذي اكتسبه من شريكه السابق أموس هينشلي (قام بالدور بوريس كارلوف) بعد أن تزوج من ابنته أماريليس (قامت بالدور جويس جيمسون). يستفيد ترامبل من المساعدة التي قدمها له لص هارب يدعى فيليكس جيلي (قام بالدور بيتر لور) في إدارة أعمله بتكلفة زهيدة، وذلك بإعادة استخدام تابوت الشركة الوحيد في التخلص من المتوفي بطريقة غير رسمية أثناء ترتيب عملية اغتيال العملاء الأثرياء. إن ترامبل، الذي يسئ إلى أماريليس عاطفيا، وبينما يحاول تسميم العجوز هينشلي تحت ستار إعطائه الدواء، سيهدر أمواله في النهاية على الكحول بسبب تناقص الزبائن.

## روابط خارجية
- مقالات تستعمل روابط فنية بلا صلة مع ويكي بيانات